# Alternacja (językoznawstwo)
Alternacja – w dziedzinie fonetyki oznacza oboczność tematu lub rdzenia wyrazu, czyli wymianę głosek fonetycznie różnych, lecz pokrewnych pod względem etymologicznym (np. stół – stole, dwór – dworze, grób – grobie).
W niektórych językach alternacja pełni funkcję uściślania znaczenia wyrazów. Typowym przykładem są tu języki semickie, w których nośnikiem znaczenia wyrazu jest rdzeń trójspółgłoskowy, określający pole semantyczne wyrazu. Wstawianie określonych samogłosek, a także przyrostków, przedrostków i międzyrostków, zmienia znaczenie wyrazu w obrębie danego pola. Dla przykładu, w języku arabskim rdzeń d-r-s oznacza uczenie się, a przez alternację samogłosek otrzymujemy następujące wyrazy:
‏ﺩﺭﺱ‎ (dars): lekcja
‏ﺃﺩﺭﺱ‎ (adrus): uczę się
‏ﻤﺪﺭﺱ‎ (mudarris): nauczyciel
‏ﻤﺪﺭﺳة‎ (madrasa): szkoła (zob. medresa).
W językach berberyjskich występują rdzenie dwuspółgłoskowe, na przykład w języku kabylskim:
- rdzeń f-g oznacza latanie

afeg: leć!
affug: lot
yufeg: odleciał.
Języki stosujące alternację do rozróżniania znaczenia wyrazu nazywane są językami alternacyjnymi.

## W języku polskim
Śladami najnowszych procesów fonetycznych w języku polskim są wymiana spółgłosek twardych i miękkich w temacie towarzysząca dodawaniu pewnych końcówek fleksyjnych i przyrostków (żaba – o żabie, mata – o macie, również starsze mak – maczek, droga – drodze), a także związane z nią wymiany samogłosek ( 'e:'o: wiozła – wieźli (i zapomniane żona – żeński) i  'e:'a: lato – lecie, zobacz przegłos lechicki) oraz oboczności 0:e (psa – pies, związana z zanikiem jerów) i pojawiające się w podobnej sytuacji oboczności o:ó i ę:ą (lód – lodu, zwierzęta – zwierząt, związane z wzdłużeniem zastępczym i zanikiem iloczasu).
Spotyka się też oboczności związane z prasłowiańską zasadą sylaby otwartej, zależne od tego, czy następna głoska to spółgłoska, czy samogłoska, np.: tnę – ciąć (pie. in? > ps. ьn:ę > pol. n:'ę('ą)), -ować – -uję (pie. ou > ps. ov:u > pol. ow:u), późniejsze zapomniane orać:radło (ps. or > pol. or:ra).
Duże znaczenie mają też oboczności mające źródło w języku praindoeuropejskim (tak zwana apofonia indoeuropejska, spotykana również w innych językach indoeuropejskich), wpływające na znaczenie wyrazu i trudne do uzasadnienia na gruncie zasadniczo aglutynacyjnej struktury praindoeuropejskiego (być może związane ze zlaniem się elementów laryngalnych z samogłoskami (długość) i ruchomym akcentem (e:o:0)). Np.:
- aspekt
  - wieźć – wozić, szedł – chodził (pie. e:o > ps. e:o > pol.  'e('o,'ó):o(ó))
  - uspokoić – uspokajać, rozbroić – rozbrajać, uosobić – uosabiać (pie. o(a):ō(ā) > ps. o:a > pol. o(ó):a)
  - zamiatać – zamieść (pie. e:ē > ps. e:ě? > pol. 'e('o,'ó):'e('a))
  - wyciąć – wycinać, wytrzeć – wycierać (pie. i:ī > ps. ь(ę):i > pol. 0('e,'ę,'ą):i('e))
  - wyrwać – wyrywać (pie. u:ū > ps. ъ:y > pol. 0(e):y)
- funkcja kauzatywna
  - pić – po(j)ić (poję), żyć – go(j)ić ‘przywracać życie’ (goję) (pie. ei:oi > ps. i(ej):oj(ě,i) > pol. i:oj)
- dyszeć – dech – tchu – duch (pie. ū:u:ou > ps. y:ъ:u > pol. y:e(0):u)
- chytać – chwacić? (dziś skrzyżowane chwytać – chwycić), kisnąć – kwas (pie. ū:wō > ps. y:va > pol. y(i):wa)